# Tempo Titans Praha

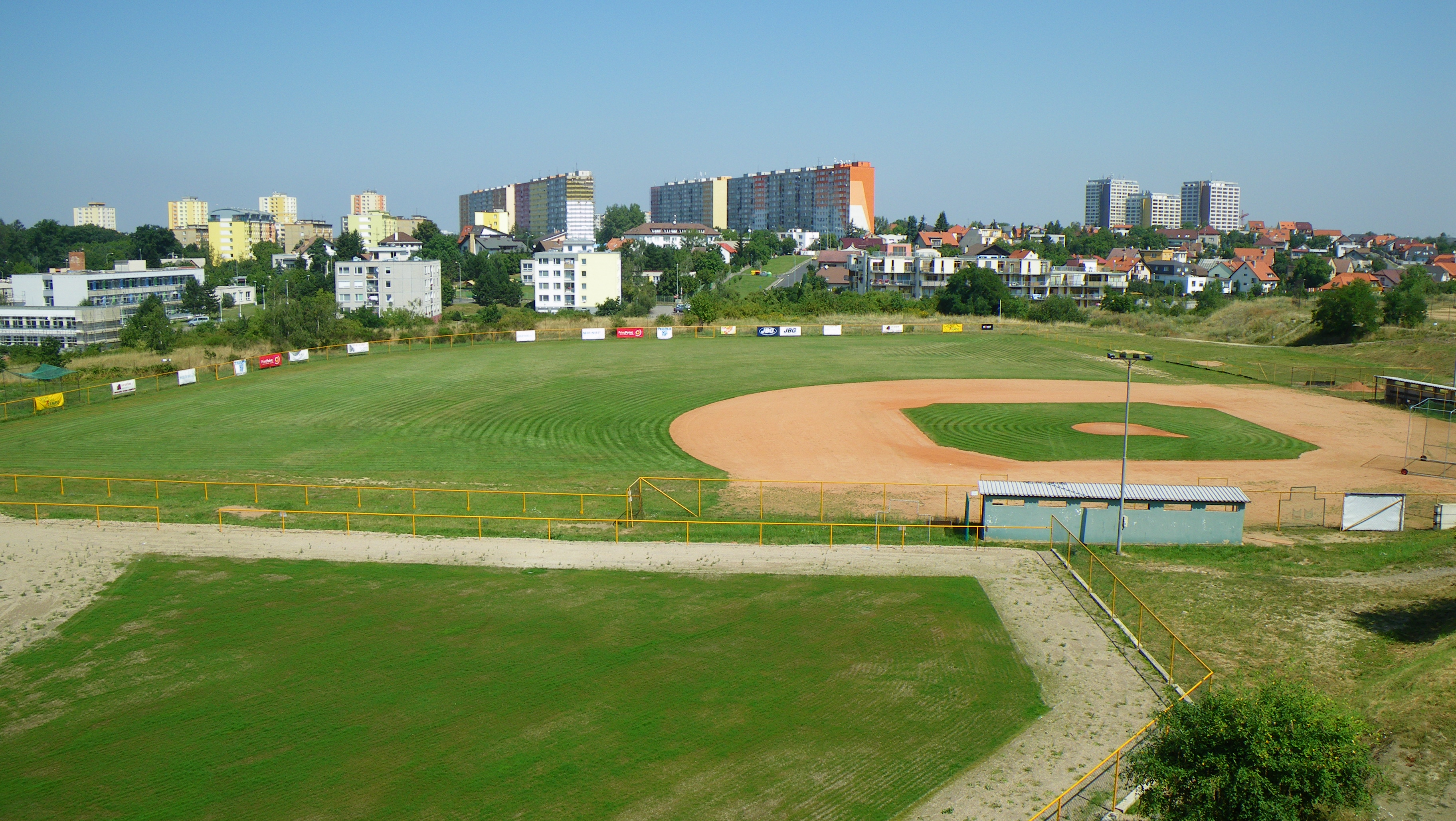
Baseballové hřiště TJ Tempo Praha

Tempo Titans Praha je baseballový (už i softballový) oddíl, který v průběhu let několikrát měnil název. Současný oddíl vznikl v roce 2001, kdy došlo ke sloučení baseballových klubů VSK Tegola Chemie Praha a TJ Tempo Praha. Od sezóny 2005 je název oddílu Tempo Titans Praha, ale v Extralize hrál do roku 2008 se jménem sponzora v názvu jako Tegola Titans Praha. V roce 2009 skončili v Extralize po základní části poslední, prohráli i baráž a po 17 letech tak opustil nejvyšší soutěž. V roce 2012 se Titáni opět vrátili do Extraligy, když postoupili v baráži přes Olympii Blansko.

## Týmy a soutěže
| kategorie     | soutěž                         | hlavní trenér    |
| muži A        | Extraliga                      | Petr Baroch      |
| muži B        | Pražský přebor mužů            | Luboš Čuhel      |
| muži C        | Pražský přebor mužů            | Jan Čížek        |
| ženy A        | Extraliga žen                  | Monika Vodičková |
| ženy B        | 3. ČSL žen                     | Antonín Pšenička |
| junioři       | Extraliga U18                  | David Nevěřil    |
| juniorky      | Extraliga U22                  | Petra Kolkusová  |
| starší kadeti | Pražský přebor kadetů          | Ivan Mašek       |
| mladší kadeti | Pražský přebor mladších kadetů | Jake Rabinowitz  |
| starší žáci   | Pražský přebor žáků            | Filip Procházka  |
| mladší žáci   | Pražský přebor mladších žáků   | Robert Medřický  |
| přípravka     | Pražský přebor mladších žáků   | Pavla Mikšová    |

## Umístění A týmu mužů v soutěžích
| rok  | soutěž             | umístění |
| 2023 | Extraliga          | 2. místo |
| 2022 | Extraliga          | 4. místo |
| 2021 | Extraliga          | 6. místo |
| 2020 | Extraliga          | 6. místo |
| 2019 | Extraliga          | 6. místo |
| 2018 | Extraliga          | 5. místo |
| 2017 | Extraliga          | 7. místo |
| 2016 | Extraliga          | 8. místo |
| 2015 | Extraliga          | 6. místo |
| 2014 | Extraliga          | 6. místo |
| 2013 | Extraliga          | 8. místo |
| 2012 | Českomoravská liga | 1. místo |
| 2011 | Českomoravská liga | 5. místo |
| 2010 | Českomoravská liga | 2. místo |
| 2009 | Extraliga          | 8. místo |
| 2008 | Extraliga          | 7. místo |
| 2007 | Extraliga          | 7. místo |
| 2006 | Extraliga          | 6. místo |
| 2005 | Extraliga          | 6. místo |
| 2004 | Extraliga          | 3. místo |
| 2003 | Extraliga          | 2. místo |
| 2002 | Extraliga          | 3. místo |
| 2001 | Extraliga          | 6. místo |

## Soupiska týmu pro rok 2014
|  | 1  | Nevěřil, David    | 1992 | CZE |
|  | 2  | Šusta, Petr       | 1987 | CZE |
|  | 3  | Kůs, Vladimír     | 1975 | CZE |
|  | 4  | Lukačka, Martin   | 1986 | CZE |
|  | 5  | Brunegraf, Martin | 1986 | SVK |
|  | 6  | Kruml, Petr       | 1986 | CZE |
|  | 7  | Škvor, Jan        | 1990 | CZE |
|  | 8  | Flores, Jeremie   | 1989 | USA |
|  | 9  | Rabinowitz, Jake  | 1987 | USA |
|  | 10 | Sýkora, Tomáš     | 1992 | CZE |
|  | 11 | Vohánka, David    | 1995 | CZE |
|  | 12 | Benátčan, Dominik | 1992 | CZE |
|  | 13 | Čuhel, Lubomír    | 1989 | CZE |
|  | 14 | Suchánek, Eduard  | 1993 | CZE |
|  | 15 | Jarošík, Richard  | 1993 | CZE |
|  | 16 | Kunst, Pavel      | 1993 | CZE |
|  | 17 | Procházka, Filip  | 1978 | CZE |
|  | 18 | Medřický, Robert  | 1972 | CZE |

## Úspěchy
- Vítěz Českého baseballového poháru: 1994
- Finalista Extraligy: 1994, 2003
- Vítěz Českomoravská liga: 2012